# 三十五年式海軍銃
三十五年式海軍銃（さんじゅうごねんしきかいぐんじゅう）は三十年式歩兵銃から発展した、所謂「有坂銃」の一つである。後に三八式歩兵銃を設計する南部麒次郎が開発計画に携わった。なお、資料によっては三十五年式歩兵銃（さんじゅうごねんしきほへいじゅう）とされたり、アラビア数字を用いて３５年式海軍銃と表記する例も見られる。

## 概要
三十五年式海軍銃は大日本帝国海軍（以下「日本海軍」と表記）の要請を受けた南部麒次郎が有坂成章の開発した三十年式歩兵銃を基に改良を施した小銃で、1902年に海軍陸戦隊の装備として制定された。マルティニ・ヘンリー銃を更新する形で二十二年式村田連発銃と共に運用され、戦闘の他に海上に浮遊する機械水雷の破壊にも使用された。

## 運用
日露戦争や第一次世界大戦で使用された三十五年式海軍銃は、大正時代の後半になると三八式歩兵銃の配備に伴い一線級部隊から姿を消し、保管されていた廃銃の多くも軍事教練用として各地の海軍刑務所や商船学校に払い下げられていったが、第二次世界大戦末期の1945年ごろになると、本来想定されている耐用年数を超過し、部品取りへの転用や廃棄などの処置が行われるべき三十五年式海軍銃の機関部を再利用する形で急造の小銃が作られた。この小銃は英語圏において02/45 rifle（1902年式をベースとした1945年製小銃の意）と呼ばれており、レシーバーには「三十五年式」の銘が刻印されているが、シリアルナンバーやダストカバーなどが無く、九九式普通実包もしくは海軍九二式７．７粍実包が扱えるよう7.7mmに口径拡大されていたり、本来のタンジェントサイトではなく九九式短小銃などに似たラダーサイトに変更されているなどの相違点が見られる。02/45 rifleは沖縄戦で投入されてアメリカ軍に鹵獲されたものが知られており、アメリカ合衆国の銃器愛好家の間では、日本海軍が本土決戦に備え九九式小銃のレシーバーを鋳鉄製に変更した上で製造した極端な戦時設計型の「九九式小銃（特）」とは明確に区別されて取り扱われている。
また、詳細な経緯は不明ながらスウェーデンでも個体が確認されており、三十年式歩兵銃および三八式歩兵銃と共に輸出されたものが帝政ロシアや北欧諸国でも少数使用されたと考えられている。

## 特徴
三十五年式海軍銃の照準器は、標尺板の形状を三十年式歩兵銃で採用されていたスライド式（ラダーサイト）から扇転式（タンジェントサイト）に変更している。
遊底覆は後の三八式歩兵銃に見られるものとは異なりボルトアクションとは連動しない為、射撃の前後に手で遊底覆を動かす必要がある。遊底覆は前方へ押し出すと開き、後方へ引き戻すと閉じる構造になっており、右側面にある小突起は開閉時の指掛けと、全開ないし全閉の位置を保持するラッチを兼ねている。同様の遊底覆は後にシャム王国軍向けに日本で製造された46式小銃でも用いられた。なお、強風下での使用時に砂塵による故障が発生したという報告もある通り、こうした設計上の工夫も効果の程は限定的であった模様である。
また、三十年式歩兵銃では幾分小さく構造的に脆弱であった撃茎後端の二分割で撃針を保持する撃茎駐螺を大型化して強度の向上を図ったほか、球形だった槓桿を三八式と似た繭型に変更している。
弾薬は陸軍で使用される6.5mm弾と同等品の三十五年式海軍銃弾薬包が調達され、軍港を離れ航行する際以外は船内での保管を避けるよう定められていた。
三十五年式海軍銃には専用の銃剣として三十五年式銃剣も設定された。これは、寸法や形状自体は三十年式銃剣とほぼ同一であるが、軍刀の刀身留め（駐爪）に似たストッパーが鍔の部分に追加されたものであった。

## 使用国
- 大日本帝国
- スウェーデン[14]
- スペイン[19]
- フィンランド王国[20]
- ロシア帝国[20]